# ناگاشیما
ناگاشیما (به ژاپنی: 長島 Nagashima) یک سری قلعه و استحکامات در مرز ولایت اُواری و ولایت ایسه بود. در ابتدا به نام هفت جزیره یا ناناشیما نیز خوانده می‌شد.
در اواخر دوره سنگوکو توسط ایکو-ایکی (شورشیان مذهبی بودایی)کنترل می‌شد، ایکو-ایکی یک گروه از راهبان جنگجو در ژاپن در دوره سنگوکو بود که با حکومت سامورایی‌ها مخالفت داشت. این فرقه توسط اودا نوبوناگا در دهه ۱۵۷۰ مورد حمله قرار گرفت و نابود شد.